# Harrer Pál
Harrer Pál (Óbuda, 1829. október 18. – Budapest, 1914. július 27.) Buda, Pest és Óbuda egyesítése előtti évben Óbuda első és egyben utolsó polgármestere volt.

## Életpályája
Harrer Pál és Prósz Katalin fiaként született. Az esztergomi gimnázium elvégzése után 1848-ban lépett városi szolgálatba. 1850-től Óbuda jegyzője, majd rendezett tanácsú várossá alakulását követően 1872–73-ban polgármestere, végül 1886-ban történt nyugdíjba vonulásáig a Budapesthez csatolt Óbudából alakult III. kerület elöljáróságának vezetője (elöljáró) volt. Lelkes támogatója és előmozdítója volt a három testvérváros egyesítésének, Budapest létrehozásának. Szolgálati évei idején vált Óbuda földművelő-szőlőtermelő mezővárosból iparosodó kerületté. Felesége Mussard Anna volt.

## Emlékezete
- Művét fia, az immár egyesített fővárost 74 évig szolgáló Harrer Ferenc jogász és várospolitikus, Nagy-Budapest létrehozásának egyik szellemi és gyakorlati előkészítője vitte tovább.
- Sírja a Farkasréti temetőben található.
- Nevét és emlékét III. kerületi utca, általános iskola és bronzszobor őrzi.